# Avon (Dacota do Sul)
Avon é uma cidade localizada no estado norte-americano de Dakota do Sul, no Condado de Bon Homme.

## Demografia
Segundo o censo norte-americano de 2000, a sua população era de 561 habitantes. 
Em 2006, foi estimada uma população de 539, um decréscimo de 22 (-3.9%).

## Geografia
De acordo com o United States Census Bureau tem uma área de 
1,7 km², dos quais 1,7 km² cobertos por terra e 0,0 km² cobertos por água. Avon localiza-se a aproximadamente 493 m acima do nível do mar.

## Localidades na vizinhança
O diagrama seguinte representa as localidades num raio de 24 km ao redor de Avon. 